# 佩恩鎮區 (堪薩斯州奧斯伯恩縣)
佩恩鎮區（英語：Penn Township）為美國堪薩斯州奧斯伯恩縣轄下的鎮區。2010年美国人口普查中該鎮區人口有120人。

## 地理
佩恩鎮區涵蓋總面積為119.3平方（46.1平方英里），其中119.22平方（46.03平方英里）為陸地，0.08平方（0.031平方英里）或0.07%為水域。海拔高度474（1,555英尺）。

## 人口統計
根據2010年美國人口普查，佩恩鎮區人口有120人，住房59戶，人口密度為1人/每平方公里。此鎮區居民之種族中，白人有120人，非裔美國人有0人，美洲原住民有0人，亞裔美國人有0人，太平洋島裔美國人有0人，其他種族有0人，混血種族則有0人。此外此鎮區有1人為西班牙裔或拉丁裔美國人。

## 交通

### 主要公路
- 24號美國國道
- 281號美國國道